# Reims Polar 2023
Le Reims Polar 2023, 3e édition du festival, se déroule du 4 au 9 avril 2023.

## Déroulement et faits marquants

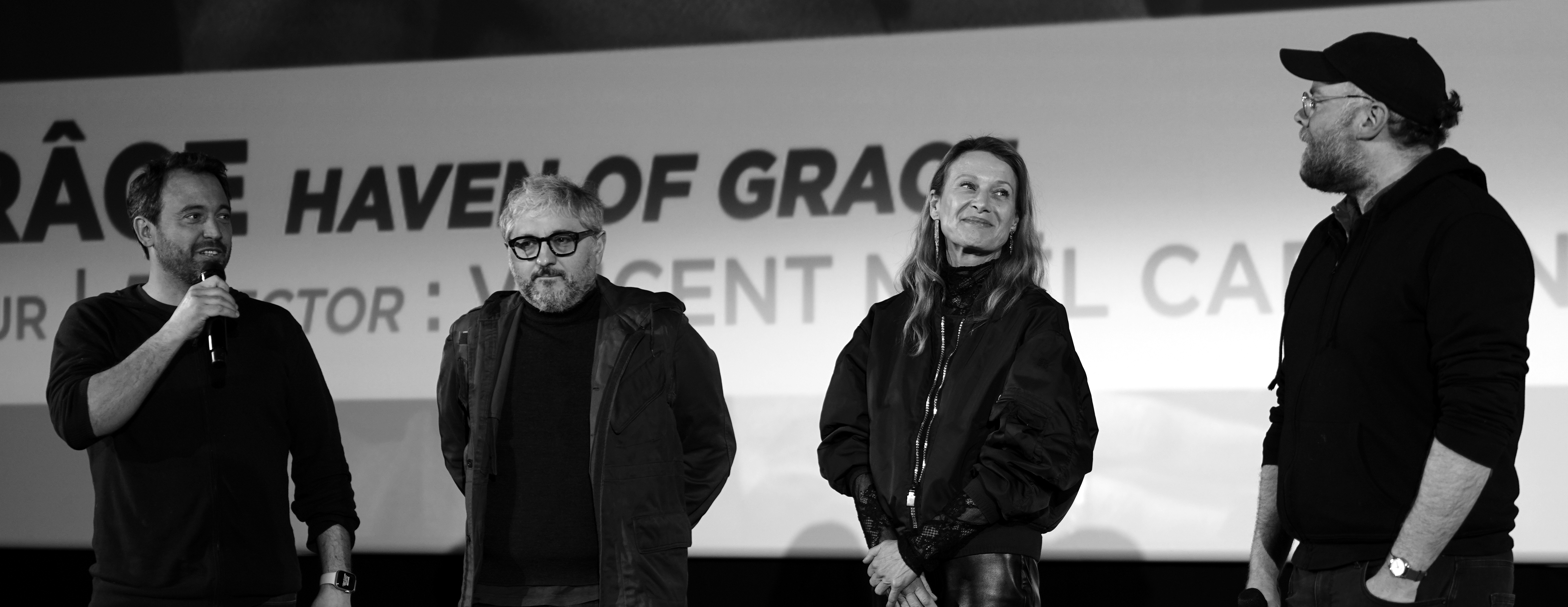
L'équipe de De Grâce.

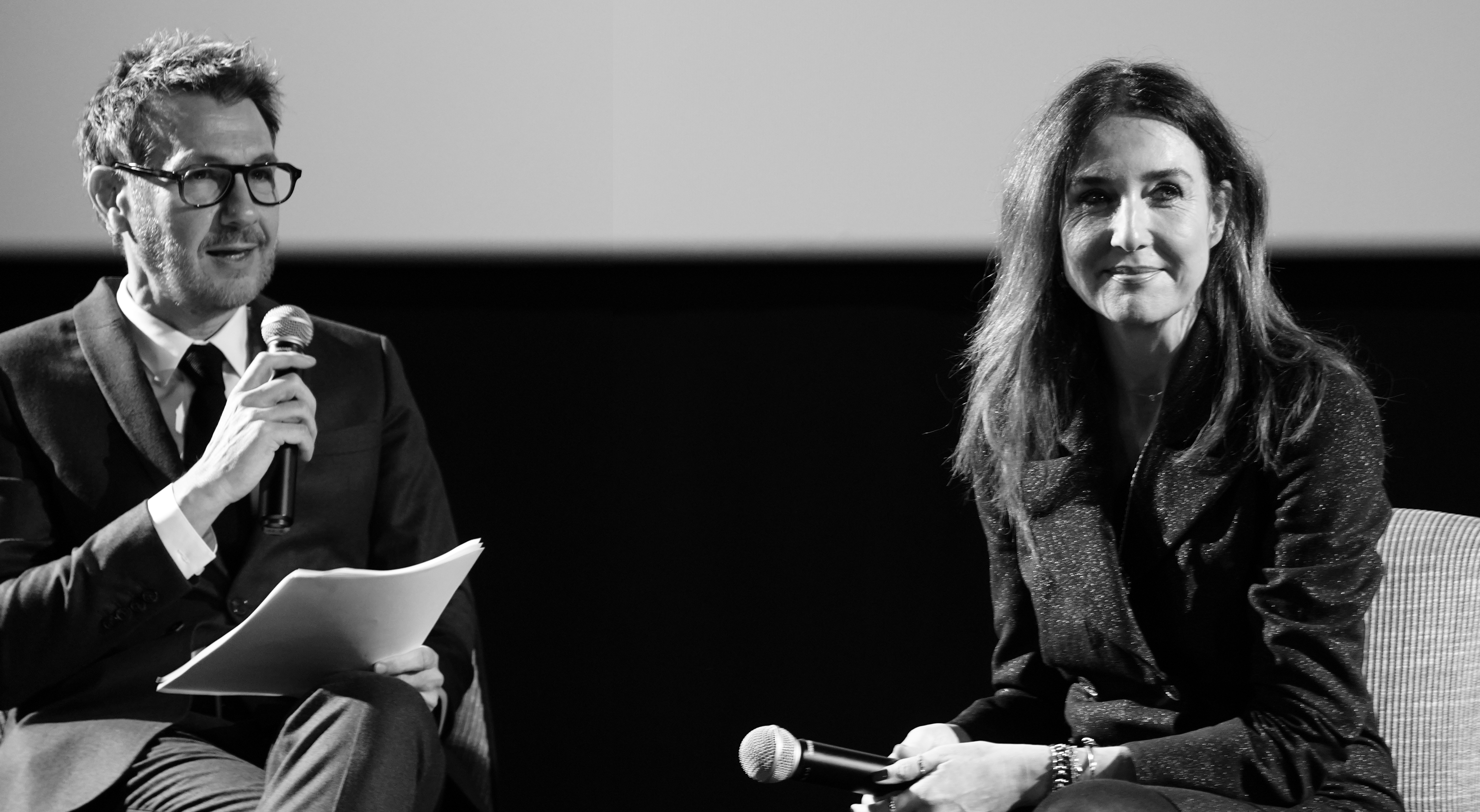
Leçon de cinéma par Elsa Zylberstein menée par Stephane Charbit.

La programmation est révélée en mars 2023.
Le jury de la compétition est présidé par Cédric Jimenez et les projections se font à l'Opéraims.
Le 8 avril 2023, le palmarès est annoncé : le Grand prix est décerné au film Limbo de Soi Cheang qui remporte aussi le prix de la critique. Le prix du jury est remis aux films About Kim Sohee de July Jung et Goliath de Adilkhan Yerzhanov,,.

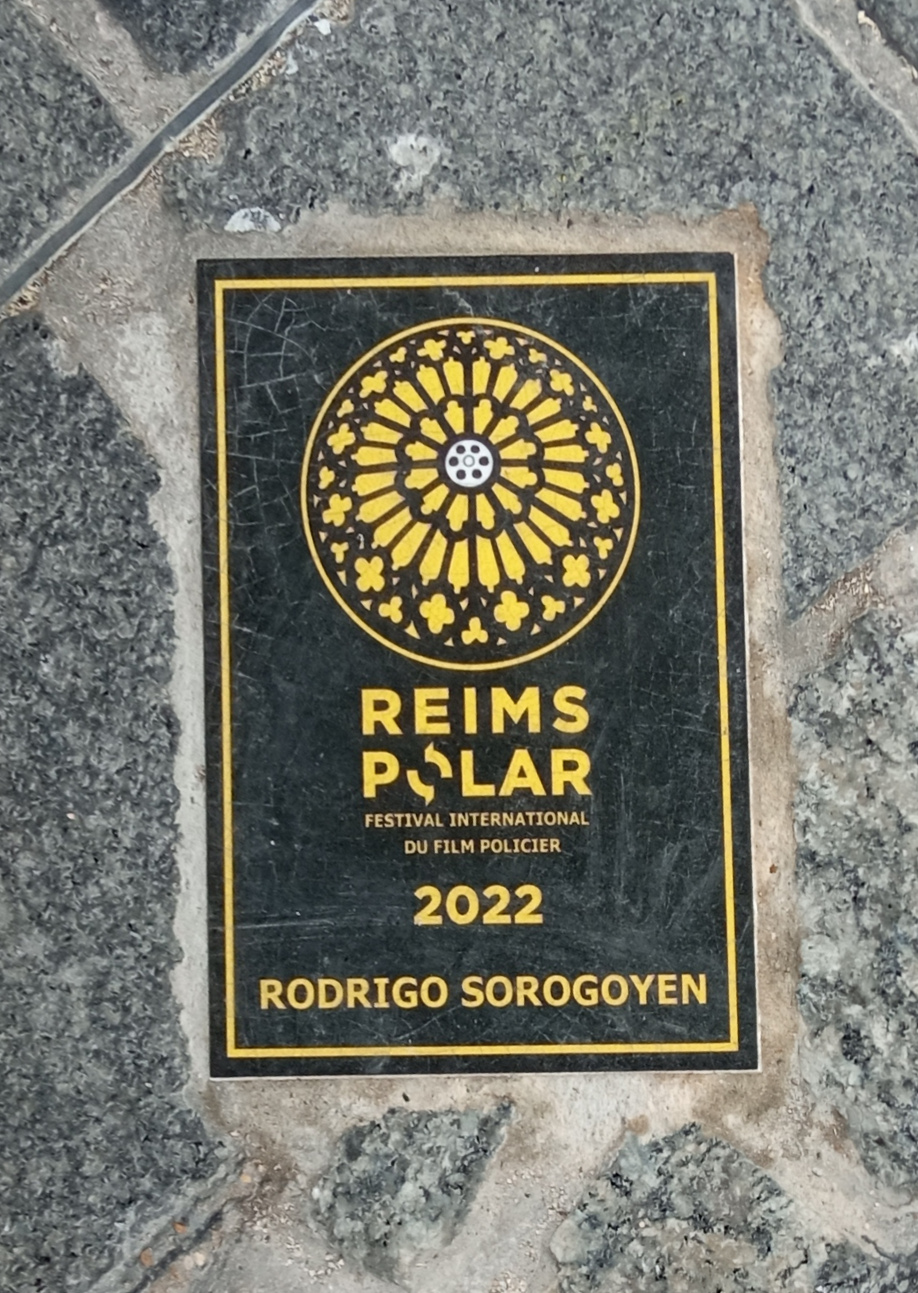
à Rodrigo Sorogoyen.

Pose de plaques sur les pavés de la place en hommage à des personnalités invitées au festival.

## Les jurys

### Compétition
- Cédric Jimenez (président du jury), réalisateur
- Émilie Dequenne, actrice
- Alexis Manenti, acteur
- Patricia Mazuy, réalisatrice
- Caroline Proust, actrice
- Yannick Renier, acteur
- Pierre Rochefort, acteur

### Sang neuf
- Maxime Chattam (président du jury), romancier
- Anne Azoulay, actrice
- Tracy Gotoas, actrice
- Cédric Kahn, réalisateur
- Laurent Stocker, acteur

## Sélection

### En compétition
- Upon Entry de Juan Sebastián Vásquez et Alejandro Rojas  Espagne
- Spaccaossa de Vincenzo Pirrotta  Italie
- Property (Propriedade) de Daniel Bandeira  Brésil
- Limbo de Soi Cheang  Hong Kong
- La Maleta (Objetos) de Jorge Dorado  Espagne
- Goliath de Adilkhan Yerzhanov  Kazakhstan
- Brighton 4th de Levan Koguashvili  Géorgie
- Beyond the Wall de Vahid Jalilvand  Iran
- About Kim Sohee de July Jung  Corée du Sud

### Hors compétition
- When the Waves Are Gone de Lav Diaz  Philippines
- Prison 77 (Modelo 77) de Alberto Rodríguez  Espagne
- Master Gardener de Paul Schrader  États-Unis
- Les Complices de Cécilia Rouaud  France
- La Fille d'Albino Rodrigue  de Christine Dory  France
- Dernière Nuit à Milan (L'ultima notte di Amore) de Andrea Di Stefano  Italie
- Darkland Undercover de Fenar Ahmad  Danemark

### Sang neuf
- One and Four de Jigme Trinley  Chine
- Inside de Vasilis Katsoupis  Grèce
- God's Country de Julian Higgins  États-Unis
- Burning Hearts (Ti mangio il cuore) de Pippo Mezzapesa  Italie
- At the Gates de Augustus Meleo Bernstein  États-Unis
- A Man (ある男, Aru otoko?) de Kei Ishikawa  Japon

### Série noire
- De Grâce de Vincent Maël Cardona  France (3 premiers épisodes de la série)

### Second souffle

#### Clin d'œil àBertrand Tavernier
- La Mort en direct  France
- L'Appât  France
- Dans la brume électrique  France  États-Unis

#### Films restaurés
- Sleepers de Barry Levinson  États-Unis
- Arlington Road de Mark Pellington  États-Unis
- Trois Milliards d'un coup de Peter Yates  États-Unis

#### Polars venus du froid
- The Guilty de Gustav Möller  Danemark
- Le Caire confidentiel de Tarik Saleh  Suède
- Les Enquêtes du département V : Miséricorde de Mikkel Norgaard  Danemark
- Hijacking de Tobias Lindholm  Danemark
- Morse de Tomas Alfredson  Suède
- Pusher 2 : Du sang sur les mains de Nicolas Winding Refn  Danemark

#### 100 ans de laWarner
- L'Inspecteur Harry de Don Siegel  États-Unis
- Un après-midi de chien de Sidney Lumet  États-Unis
- Heat de Michael Mann  États-Unis

### Hommage àPierfrancesco Favino
- Dernière Nuit à Milan (L'ultima notte di Amore) de Andrea Di Stefano  Italie
- Nostalgia de Mario Martone  Italie
- Le Traître de Marco Bellocchio  Italie
- A.C.A.B.: All Cops Are Bastards de Stefano Sollima  Italie
- Suburra de Stefano Sollima  Italie

### Hommage au polar français
- Bowling Saturne de Patricia Mazuy  France
- L'Origine du mal de Sébastien Marnier  France
- Enquête sur un scandale d'État de Thierry de Peretti  France
- L'Apparition de Xavier Giannoli  France
- Burn Out de Yann Gozlan  France
- Borderline de Olivier Marchal  France
- L'Affaire SK1 de Frédéric Tellier  France
- Aux yeux de tous de Cédric Jimenez  France
- Colombiana de Olivier Megaton  France
- Carlos de Olivier Assayas  France
- Roberto Succo de Cédric Kahn  France
- Harry, un ami qui vous veut du bien de Dominik Moll  France

## Palmarès
- Grand Prix : Limbo de Soi Cheang
- Prix du jury (ex æquo) : About Kim Sohee de July Jung, et Goliath de Adilkhan Yerzhanov
- Prix du public : Upon Entry de Juan Sebastián Vásquez et Alejandro Rojas
- Prix Police : Upon Entry de Juan Sebastián Vásquez et Alejandro Rojas
- Prix de la critique : Limbo de Soi Cheang
- Prix Sang Neuf : God's Country de Julian Higgins